# Chemerina caliginearia
Chemerina caliginearia là một loài bướm đêm trong họ Geometridae.